# Cratere Ndella
Ndella  è un cratere sulla superficie di Venere.